# Mentale Verursachung
Der Begriff der mentalen Verursachung bezieht sich auf die Annahme der kausalen Wirksamkeit von mentalen Zuständen. Er bezeichnet also die Vorstellung, dass mentale Zustände Ursachen von Handlungen und anderen mentalen Zuständen sind. Kopfschmerzen sind etwa die Ursache dafür, dass man eine Tablette nimmt. Unzufriedenheit kann die Ursache für den Gedanken werden, eine längere Zeit zu verreisen.
Die mentale Verursachung wird oft als ein Problem für den Dualismus angesehen. Zudem wird in der gegenwärtigen Philosophie des Geistes darum gestritten, ob und wie die verschiedenen Varianten des nichtreduktiven Materialismus die Annahme der mentalen Verursachung stützen und erklären können.

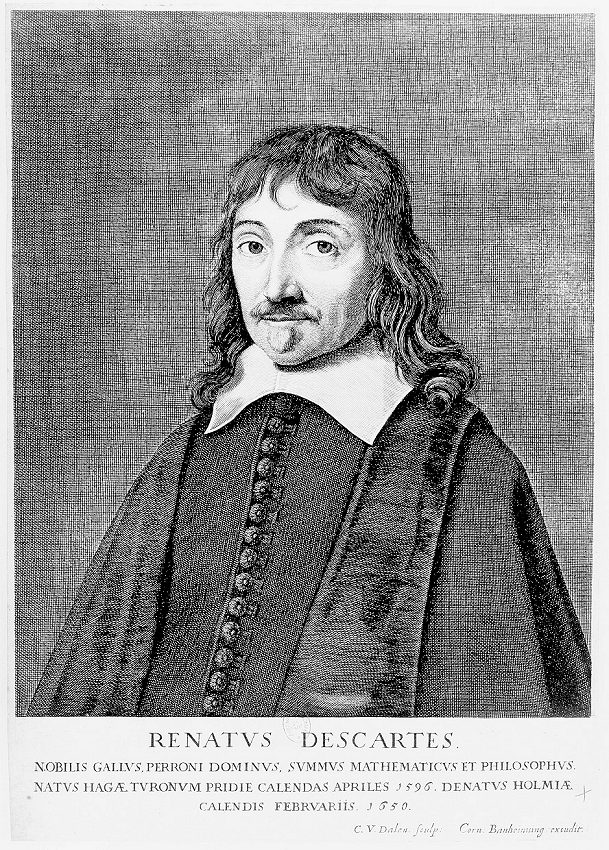
Schon René Descartes sah sich mit dem Problem der mentalen Verursachung konfrontiert.

## Geschichte
Die Frage nach der kausalen Interaktion (influxus physicus) zwischen materiellem Körper und immateriellem Geist wurde schon früh als Problem für den Dualismus erkannt. Bereits René Descartes sah sich in einem Brief von Elisabeth von Herford mit der Frage konfrontiert, wie es denn der Geist mache, mit dem Körper zu interagieren. Zumindest galt es jedoch zu Descartes’ Zeiten nicht als unplausibel, dass sich ein Ort im Gehirn finden lassen würde, an dem der Geist auf den Körper einwirkt. Dies änderte sich jedoch mit dem Fortschreiten der neurowissenschaftlichen Erkenntnis, da sich kein neuronaler Prozess fand, für dessen Existenz man eine immaterielle Ursache annehmen musste.
Diese Probleme führten in der Nachfolge Descartes’ zu zahlreichen dualistischen Positionen, die die Interaktion von Geist und Gehirn – und damit die mentale Verursachung – abstritten. Solche etwa von Arnold Geulincx und Nicolas Malebranche entwickelten Positionen haben jedoch im 20. Jahrhundert nur noch wenig Einfluss gehabt. Vielmehr wurde in der neueren Philosophie des Geistes meistens der Geist materialistisch interpretiert, was zu einer Reduktion der problematischen mentalen Verursachung auf die unproblematische physische Verursachung führen sollte. In den letzten Jahrzehnten ist die Debatte um die mentale Verursachung insbesondere durch eine Reihe von Aufsätzen Jaegwon Kims beeinflusst worden, der zu zeigen versucht, dass auch nichtreduktive Materialismen an der Frage nach der mentalen Verursachung scheitern.

## Dualismus
Der klassische ontologische Dualismus unterscheidet zwischen materiellen und immateriellen, insbesondere geistigen, Entitäten. Dabei wird auch immer wieder für die Immaterialität anderer Phänomene argumentiert, etwa von ästhetischen und moralischen Eigenschaften, Zahlen und Propositionen. Als Kandidaten für immaterielle Entitäten gelten Dualisten all die Phänomene, die sich nicht durch die Naturwissenschaften erklären lassen und sich so einer Reduktion widersetzen. Der Dualismus geht insbesondere auf René Descartes und dessen Unterscheidung von Materie und Geistigem als eigenständiger Substanz (res extensa und res cogitans) zurück.

### Das Argument gegen den Dualismus
Kritiker des Dualismus behaupten, dass die Existenz der mentalen Verursachung jede dualistische Position vor unüberwindliche Schwierigkeiten stellt. Dabei gehen die antidualistischen Strategien davon aus, dass die mentale Verursachung offensichtlich ist, und ein Dualist daher der folgenden Prämisse zustimmen muss:
Prämisse 1: Mentale Zustände sind Ursachen für physische Ereignisse.
Nun argumentieren Antidualisten weiter, dass die physische Welt kausal geschlossen sei. Damit ist gemeint, dass es für jedes physische Ereignis p1 eine hinreichende physische Ursache p2 gibt. Als Beleg für diese These werden die Ergebnisse der Naturwissenschaften angeführt. Für physische Ereignisse seien auch immer physische Ursachen gefunden worden. Es gebe keine Evidenz, dass es irgendwo im kausalen Geschehen Lücken gebe, die nur durch immaterielle Ursachen erklärt werden könnten. Die zweite Prämisse lautet also:
Prämisse 2: Jedes physische Ereignis hat ein anderes physisches Ereignis als hinreichende Ursache.
Die zweite Prämisse impliziert, dass es für jede menschliche Handlung eine hinreichende physische Ursache gibt, siehe dazu auch Determinismus. Wenn eine Person etwa eine Kopfschmerztablette schluckt, so gibt es dafür eine rein physiologische Ursache und es muss bei der Erklärung des Zustandekommens der Handlung auf keine mentalen Ursachen zurückgegriffen werden. Nun will man aber auch sagen, dass der mentale Zustand Kopfschmerz eine Ursache für das Schlucken der Kopfschmerztablette ist. Materialisten argumentieren, dass diese kausale Wirksamkeit der Kopfschmerzen nur verständlich sei, wenn die Kopfschmerzen selbst ein Teil des physiologischen Geschehens sind. Schließlich sei durch das physiologische Geschehen schon alle „kausale Arbeit“ getan, so dass ein immaterieller Kopfschmerz gar keine Funktion mehr hätte.
Dualisten scheint die Behauptung zu bleiben, dass der Kopfschmerz und das physiologische Geschehen zwei unabhängige Ursachen des gleichen physischen Ereignisses seien. Dualismuskritiker wenden allerdings ein, dass auch ein solcher Fall von Überdetermination unplausibel sei. Zwar gäbe es Überdeterminationen bzw. Doppelverursachungen durch voneinander unabhängige Ereignisse, doch dies sei ein seltener Zufall. Ein Beispiel wäre etwa ein Haus, das durch einen Kabelbrand und einen Blitzeinschlag in Brand gerät. Solche Fälle könnten zwar vorkommen, doch sei eine systematische Überdetermination von Handlungen enorm unplausibel. Genau diese müsse ein Dualist jedoch fordern, wenn er behaupte, für Handlungen gebe es immer eine mentale und – davon unabhängig – eine physische Ursache. Die dritte Prämisse lautet also:
Prämisse 3:  Es gibt keine systematische Überdetermination.
Die drei Prämissen zusammen implizieren die Falschheit des Dualismus: Wenn 1) es mentale Verursachung gibt, 2) jedoch jedes physische Ereignis rein physische Ursachen hat und es 3) keine systematische Überdetermination gibt, dann kann der Dualismus nicht wahr sein.

### Dualistische Reaktionen
Es gibt verschiedene dualistische Strategien mit dem präsentierten Argument umzugehen. Dabei können alle drei vorgestellten Prämissen bezweifelt werden.
Ablehnung der zweiten Prämisse: Der klassische Dualismus in der Tradition René Descartes bestreitet die kausale Geschlossenheit des Physischen. Descartes konnte noch annehmen, dass sich keine Handlung physiologisch erklären lassen würde, eine Annahme, die heute nicht mehr plausibel erscheint. Die These der kausalen Geschlossenheit der Welt besagt allerdings, dass alle Handlungen rein physiologisch verursacht sind. Dies wäre gemäß dem Fallibilismus unbeweisbar, der Schluss von Einzelbeobachtungen auf die Richtigkeit einer materialistischen Theorie des Geistes wäre eine Induktion und somit logisch schlicht falsch.
Andere heutige Kritiker der These der kausalen Geschlossenheit der Welt beziehen sich meist auf die Quantenphysik und erklären, dass diese die kausale Geschlossenheit der Welt unplausibel mache. Vertreter der Idee der kausalen Geschlossenheit der Welt reagieren auf diese quantentheoretische Herausforderung oft mit einem Umformulieren der Annahme. Während in der klassischen Formulierung der kausalen Geschlossenheit von „hinreichenden Ursachen“ gesprochen wird, schlägt etwa David Papineau vor, die These mit festgelegten Wahrscheinlichkeiten zu formulieren.
Ablehnung der dritten Prämisse: Einige Philosophen bestreiten auch die Unplausibilität der Überdetermination. Sie erklären, dass ein solches Phänomen nur dann ein unverständlicher Zufall sei, wenn die ontologisch voneinander unabhängigen Ursachen auch in jeder anderen Hinsicht voneinander unabhängig seien. Allerdings könne man sich durchaus Beziehungen zwischen den Ursachen vorstellen, die nicht zu einer Reduktion der einen Ursache führten. Dies wäre der Fall, wenn die Ursachen etwa durch ein Naturgesetz miteinander verbunden wären oder in einem anderen nichtreduktiven Supervenienzverhältnis ständen.
Ablehnung der ersten Prämisse: Während die bislang vorgestellten dualistischen Positionen die Existenz der mentalen Verursachung zu erklären versuchen, gibt es auch Dualisten, die die erste Prämisse und damit die Idee der mentalen Verursachung aufgeben. Auch wenn in der Philosophiegeschichte verschiedene solche Positionen – etwa der psychophysische Parallelismus und der Okkasionalismus – vertreten wurden, wird in der heutigen Debatte nur noch der Epiphänomenalismus ernsthaft diskutiert. Seine These ist, dass mentale Zustände (oder einzelne Aspekte, wie Qualia oder Intentionalität) zwar von physischen Zuständen verursacht werden, selbst aber keine Wirkungen haben. Eine solche Position kann zwar das vorgestellte Argument zurückweisen, muss aber dafür den Preis zahlen, zu behaupten, dass etwa die Kopfschmerzen in Wirklichkeit gar nicht die Ursache für das Schlucken der Kopfschmerztablette sind.
Dem Dualisten bleiben also verschiedene Strategien, das Argument der mentalen Verursachung zurückzuweisen. Tatsächlich ist in der heutigen Debatte keine Prämisse unbestritten, auch wenn das vorgestellte Argument – oder dessen Variationen – noch immer den populärsten Angriff auf die dualistische Metaphysik darstellt.

## Materialismus

### Die materialistische Perspektive
Materialisten argumentieren, dass der Dualismus vor einem Dilemma steht: Entweder gibt er mentale Verursachung zu, dann bleibt aber unverständlich, wie ein immaterieller Geist auf eine materielle Substanz wirken kann. Oder er leugnet die mentale Verursachung, was aber ebenfalls zu unbefriedigenden Positionen führt (siehe: Epiphänomen). In diesem Sinne führt das Phänomen der mentalen Verursachung zu einem Argument gegen den Dualismus.
Die Probleme scheinen zu verschwinden, wenn man mentale Zustände mit materiellen Zuständen identifiziert. Das Rätsel war: Wie kann der Geist auf die Materie einwirken? Wenn der Geist etwa mit dem Gehirn – also einem Teil der Materie – identifiziert wird, so verschwindet das Problem. Genauso scheint das Problem der Überdetermination zu verschwinden. Da der mentale Zustand mit einem physischen Zustand identifiziert wird, gibt es genau eine Ursache, die die Dualisten fälschlich für zwei unterschiedliche Ursachen gehalten hatten.

### Probleme des Materialismus mit der mentalen Verursachung

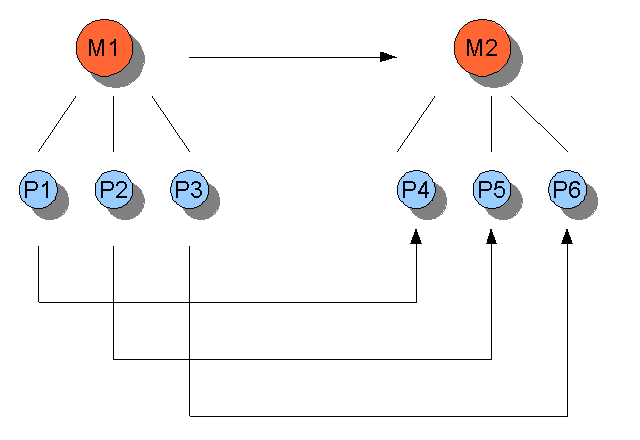
Wenn die mentalen Zustände (rot) nicht auf die sie realisierenden physischen Zustände (blau) zurückführbar sind und zwischen den physischen Zuständen kausale Verbindungen existieren, so scheint für die mentalen Zustände keine kausale Arbeit mehr übrig zu bleiben. Der Pfeil von M1 zu M2 würde keine kausale Relation beschreiben.

Allerdings ist keineswegs klar, dass der Materialismus das Problem der mentalen Verursachung tatsächlich so schnell loswird. Um die neu auftauchenden Probleme zu verstehen, muss die Unterscheidung zwischen reduktiven und nicht reduktiven Materialismen verstanden werden. Auch wenn die frühen Positionen der Philosophie des Geistes – etwa der Behaviorismus und die Identitätstheorie – das Mentale auf das Physische reduzieren wollten, gab es seit den 1970er-Jahren eine Tendenz zum nicht reduktiven Materialismus. Dies war insbesondere durch das von Hilary Putnam und Jerry Fodor formulierte Problem der multiplen Realisierung bedingt. Nach Putnam und Fodor können mentale Zustände nicht auf bestimmte physische Zustände zurückgeführt werden, weil der gleiche mentale Zustand durch ganz verschiedene physische Zustände realisiert sein könnte.
Die in der Philosophie des Geistes sehr beliebten nicht reduktiven Materialismen wurden allerdings sehr scharf von Jaegwon Kim angegriffen, der erklärt, dass sie im Grunde vor den gleichen Problemen stehen wie der Dualismus. Nicht reduktive Materialisten argumentieren, dass sich mentale Zustände – oder zumindest einige Eigenschaften dieser Zustände – nicht auf physische Zustände zurückführen lassen. Nun argumentiert Kim, dass die physischen Zustände aber schon alle kausale Arbeit tun. Für die nicht reduzierten mentalen Zustände bliebe daher gar keine Funktion, es sei denn, es werde eine Überdetermination behauptet. Diese sei jedoch – wie in der Diskussion des Dualismus gesehen – hochproblematisch.
Kim stellt also den Materialismus vor ein Dilemma: Entweder man behauptet die Reduzierbarkeit mentaler Zustände, was allerdings auch vielen materialistischen Philosophen aufgrund der multiplen Realisierung, der Qualia- und Intentionalitätsproblematik unwahrscheinlich erscheint. Oder man behauptet die Irreduzibilität von mentalen Zuständen, womit man sich aber nach Kim die Probleme einfängt, die auch der Dualismus hat. Kim versucht dieses Problem durch eine Verteidigung der reduktionistischen Theorie zu lösen. Eine Möglichkeit, auf Kims Argument zu reagieren, bietet die Analogie zwischen physischen und mentalen Zuständen auf der einen und Determinate und Determinable auf der anderen Seite.

## Empirische Wissenschaften
In der experimentellen Psychologie und in den Neurowissenschaften galten mentale Zustände noch bis in die frühen 2000er Jahre nicht selbst als Verursacher von etwas. Nur die den mentalen Zuständen zugrunde liegenden Gehirnaktivitäten wurden als Verursacher betrachtet.
Jüngere neurobiologische Forschungen aus der Schmerzforschung zeigen jedoch, dass subjektive Erfahrungen zwar mit neuronalen Aktivitäten verbunden sind, dass sie aber nicht einfach auf diese reduziert werden können. So kann der gleiche mentale Zustand (z. B. Zahnschmerzen) mit verschiedenen neuronalen Mustern korreliert sein und an einem Erlebnisinhalt können mehrere Gehirnregionen beteiligt sein. Insofern ist ein mentaler Zustand nicht mit einem bestimmten Gehirnzustand identisch und das Problem der mentalen Verursachung bleibt weiterhin bestehen. Der in den Neurowissenschaften beliebteste Lösungsvorschlag ist die funktionalistische Erklärung: Demnach ist der Geist eine psychische Funktion des physischen Gehirns, deren Eigenschaften nicht physikalisch beschrieben werden können, obwohl sie auf physischen Abläufen beruhen und wiederum physische Wirkungen verursachen; vergleichbar mit chemischen oder biologischen Funktionen, die in Begriffen der Chemie und Biologie beschrieben werden, obwohl auch sie auf der untersten Ebene rein physische Vorgänge sind. Ein weiterer Vergleich ist ein Computer: eine technisch-physikalische Apparatur, die Rechenoperationen durchführt; Funktionen, die in der Sprache der Mathematik formuliert werden. Der funktionalistische Ansatz geht letztlich davon aus, dass die mentale Verursachung in Wahrheit eine phyische Verursachung ist, die wir aufgrund der großen Komplexität lediglich nicht erkennen können. Gegner dieser Vorstellung argumentieren, dass diese Erklärung nur kausale Relationen  erfassen würde, nicht aber den Erlebnischarakter unseres Bewusstseins. Anders ausgedrückt: Warum bildet sich die Welt mit großem Energieaufwand in unserem Kopf ab, wenn unbewusste Reiz-Reaktionen ausreichen würden?